# ARL6IP5
ARL6IP5‏ (ADP ribosylation factor like GTPase 6 interacting protein 5) هوَ بروتين يُشَفر بواسطة جين ARL6IP5 في الإنسان.